# FLiP Skateboards
FLiP Skateboards is een bedrijf dat wereldwijd skateboards, wielen en kleding fabriceert. Het is eigendom van Jeremy Fox, Ian Deacon en Geoff Rowley. Flip wordt via NHS gedistribueerd. 

## Geschiedenis
FLiP Skateboards begon oorspronkelijk in 1980 in Engeland onder de naam Deathbox Skateboards.
In 1994 verhuisde het bedrijf naar Californië, en werd een van de 's werelds grootste en bekendste skateboard bedrijven.

## Team

### Huidig team

#### Professioneel
- Tom Penny
- Ali Boulala
- Geoff Rowley
- Rune Glifberg
- Lance Mountain
- David Gonzalez
- Bob Burnquist
- Luan  Oliveira
- Arto Saari
- Louie Lopez
- Curren Caples
- Alec Majerus
- Matt Berger

#### Amateur
- Ben Nordberg
- Oscar Meza

#### Internationaal
- Willow
- Axel Cruysberghs
- Ryder Lawson

### Oud teamleden
- Andy Scott
- PJ Ladd (voor Plan B Skateboards)
- Bastien Salabanzi
- Alex Chalmers
- Danny Cerenzi
- Eric Fletcher
- Shane Cross
- Arto Saari
- Mark Appleyard

## Skater Of The Year
Al 5 skaters van het FLiP Team hebben de legendarische Skater Of The Year prijs gewonnen, uitgereikt door Thrasher Magazine:
- 1997 - Bob Burnquist (in die tijd werd hij gesponsord door Anti-Hero)
- 2000 - Geoff Rowley
- 2001 - Arto Saari
- 2003 - Mark Appleyard
- 2012 - David Gonzalez

## Video's
- 2002 - Sorry
- 2004 - Really Sorry
- 2009 - Extremely Sorry